# Gustav Hägglund
Johan Edvin Birger Gustav Hägglund, född 6 september 1938 i Viborg i Karelen (då tillhörande Finland), är en finländsk general och samhällsdebattör. 
Hägglund var försvarsmaktens kommendör mellan åren 1994–2001 och därefter ordförande för Europeiska unionens militärkommitté 2001–2004. 

## Biografi
Hägglund erhöll militär utbildning vid Kadettskolan i Finland och vid US Army Command and General Staff College i Fort Leavenworth, Kansas. Han har också föreläst vid Harvard University. Som pensionär har Hägglund deltagit aktivt i samhällsdebatten och bland annat förespråkat ett finländskt medlemskap i Nato. 
Hägglunds memoarer Leijona ja kyyhky (Lejonet och duvan) gavs ut år 2007.

## Utmärkelser
- Kommendörstecknet av I klass av Finlands Vita Ros’ orden,  4 juni 1990[3]
- Norska förtjänstordens storkors,  1 juli 1993[4]
- Storkorset av Finlands Vita Ros’ orden,  4 juni 1995[3]
- Frihetskorsets 1. klass med kraschan,  24 oktober 1999[5]
- 1:a graden av Örnkorsets orden,  4 februari 2002[6]
- Stora hederstecknet i silver med stjärna av Österrikiska republikens förtjänstorden,  2004[7]
- Frihetskorsets storkors,  4 juni 2009[5]
- Förtjänstmedaljen för befolkningsskyddsarbete av 1. klass[8]
- Riddare av första klass av Svärdsorden[8]
- Kommendör med stora korset av Nordstjärneorden[8]
- Kommendör av Hederslegionen[8]
- Kommendör av Legion of Merit[9]
- UNIFIL-medalj[9]
- Kommendör av Legion of Merit[9]
- UNDOF-medalj[9]
- Krigsinvalidernas förtjänstkors[8]
- Storofficer av Cederträdorden[8]
- Storkors av Dannebrogorden[8]
- Finlands Reservofficersförbunds förtjänstmedalj i guld med spänne[8]
- Gränsbevakningsväsendets förtjänstmedalj[8]
- Militärens förtjänstmedalj[8]
- Försvarsgillenas förtjänstmedalj[8]
- UNEF II-medalj[9]
- Reservistförbundet – Reservunderofficers-förbundets förtjänstkors med spänne[8]
- Storkors av Kronorden[8]
- Förbundsrepubliken Tysklands förtjänstorden – stora kommendörskorset med stjärna och axelrem[8]

[Redigera Wikidata]